# Hindenburg-Kaserne (Augsburg)
Die Hindenburg-Kaserne (ehemals Artillerie-Kaserne) war eine Kaserne im Augsburger Stadtteil Antonsviertel. Ihr noch verbliebener Nordflügel steht unter Denkmalschutz und diente bis 2017 als Asylbewerberheim. Das Gebäude befindet sich im Besitz des Bundeslandes Bayern und steht seit Jahren leer.

## Geschichte
Im Jahre 1869 wurde das Gebäude an der Gögginger Straße als dreiflügliger Bau mit Backsteinfassade erbaut. Es diente zunächst zur Unterbringung des 4. Feldartillerie-Regiments „König“. Das Gebäude wurde 1872 erweitert, um den Bedürfnissen der Bayerischen Armee zu genügen. In den 1930er Jahren wurde die Artillerie-Kaserne nach Paul von Hindenburg in „Hindenburg-Kaserne“ umbenannt.
Nach dem Zweiten Weltkrieg wurde die Kaserne aufgrund der großen Wohnungsnot als Flüchtlings- und Notunterkunft genutzt. Des Weiteren beherbergte sie verschiedene Behörden und städtische Ämter und trug zeitweise die Bezeichnung „Städtisches Verwaltungsgebäude“.
Seit den 1980er Jahren dienen die Gebäude als Asylbewerberheim. Im Zuge des Neubaus des Polizeipräsidiums Schwaben im Jahr 1992 wurden große Teile der Anlage, mit Ausnahme des Nordflügels, trotz Eintrags in die bayerische Denkmalliste, abgebrochen. Seither befindet sich der Eingang zu der „Gemeinschaftsunterkunft“ in der Calmbergstraße 2a. Seit 2010 fordern Parteien und Flüchtlingsorganisationen die Schließung der Kaserne aufgrund der, ihrer Meinung nach, katastrophalen Zustände. Im Jahr 2014 wurde die Unterkunft von der Wiener Investigativ- und Datenjournalismusplattform Dossier als „schlimmstes Asylbewerberheim Bayerns“ bezeichnet. Die Schließung wurde von der Regierung in Schwaben immer wieder verschoben. Im März 2017 schloss die Regierung von Schwaben die Unterkunft schließlich.

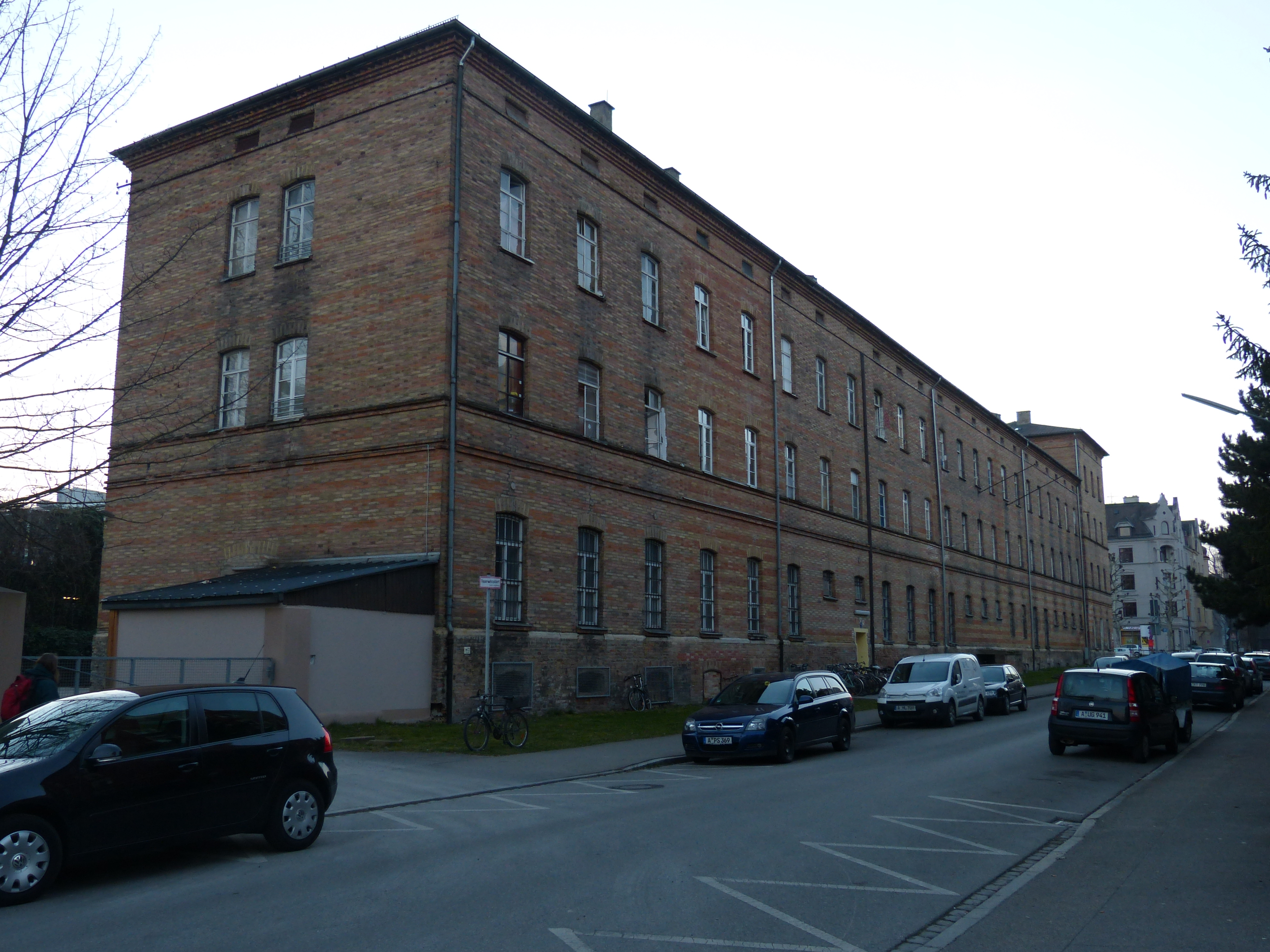
Der verbliebene Nordflügel der ehemaligen Artilleriekaserne, bis 2017 als Asylbewerberheim genutzt, seitdem leerstehend